# Zhu Yujian

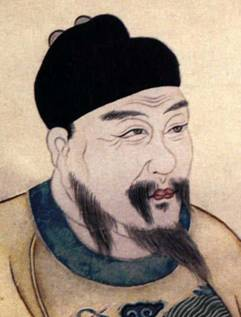
Zhu Yujian

Zhu Yujian (chinesisch 朱聿鍵, Pinyin Zhū Yùjiàn, W.-G. Chu Yü-chien, * 25. Mai 1602 in Nanyang, Provinz Henan, China; † 6. Oktober 1646 in China), auch Prinz von Tang genannt, war ein Anwärter auf den Kaiserthron der Ming. Nachdem die Mandschuren die Ming-Hauptstadt Peking einnahmen und die Qing-Dynastie (1644–1911/12) gründeten, herrschte er in der Provinz Fujian im Südosten Chinas.
Zhu stammt aus der direkten Nachfolge des ersten Ming-Kaisers Hongwu (reg. 1368–1398). Nach der Eroberung Pekings durch die Armee der Mandschuren rief sich Zhu im August 1645 mit Unterstützung des Piraten und Freibeuters Zheng Zhilong zum Kaiser der Südlichen Ming-Dynastie aus. Er nahm den Titel Longwu an und herrschte für etwa 13 Monate am Hof in der Provinz Fujian. Als die Armee der Qing nach Südchina vordrang, hatte Zheng Zhilong bereits die Seiten gewechselt und konnte ihm keinen Schutz mehr bieten, Zhu wurde gefangen genommen und hingerichtet.